# John Arbuthnot Fisher
John Arbuthnot "Jacky" Fisher (Rambodde, Ceilán-25 de enero de 1841-† 10 de julio de 1920) fue Admiral of The Fleet de la Marina Real Británica durante los periodos 1904-1910 y 1914-1915. Ejerció a través de su dilatada carrera naval una profunda influencia en el desarrollo estratégico, la modernización y la innovación de la Marina Real Británica. Así, Fisher fue el creador del concepto del crucero de batalla, del desarrollo del destructor, de la introducción del torpedo y promotor del HMS Dreadnought (1906).

## Primeros años
John Arbuthnot Fisher nació en la isla de Ceilán, en la localidad de Rambodde el 25 de enero de 1841. John Arbuthnot fue el primogénito de once hermanos concebidos bajo el alero del matrimonio de Sophie Lambe y un capitán de la marina llamado William Fisher. En el núcleo familiar a John A. Fisher se le llamaba Jack.
Debido a problemas económicos y para ayudar a mantener a su numerosa prole, su padre William Fisher dejó la marina y se dedicó a administrar cafetales en la isla, donde contrajo abultadas deudas. Fue para 1847 que a la edad de 6 años, John A. Fisher fue enviado a Londres, Inglaterra, a casa de su abuelo materno quien tampoco gozaba de una situación acomodada. 
John A. Fisher no volvería a ver más a sus padres, su madre falleció en 1870 y su padre en 1916.

## Carrera en la Marina Real Británica
John A. Fisher ingresó en la Marina Real Británica a la edad de 13 años como cadete, gracias a influencias ejercidas por su padre. Embarcó por primera vez en Portsmouth a bordo del HMS Victory, el 13 de julio de 1854.
Participó en 1860 en la Guerra de Crimea como guardiamarina y tomó parte en la conquista de Cantón, en China a bordo del HMS Calcutta. A bordo de ese navío, Fisher fue sometido a una disciplina implacable bajo el mando del capitán Stopford.
Estaría en servicio en aguas de China en diferentes navíos hasta alcanzar el grado de teniente especializado en artillería, torpedos y táctica naval. Para esa época Fisher se fascina con la tecnología del torpedo y desarrolla un tratado sobre esa materia.

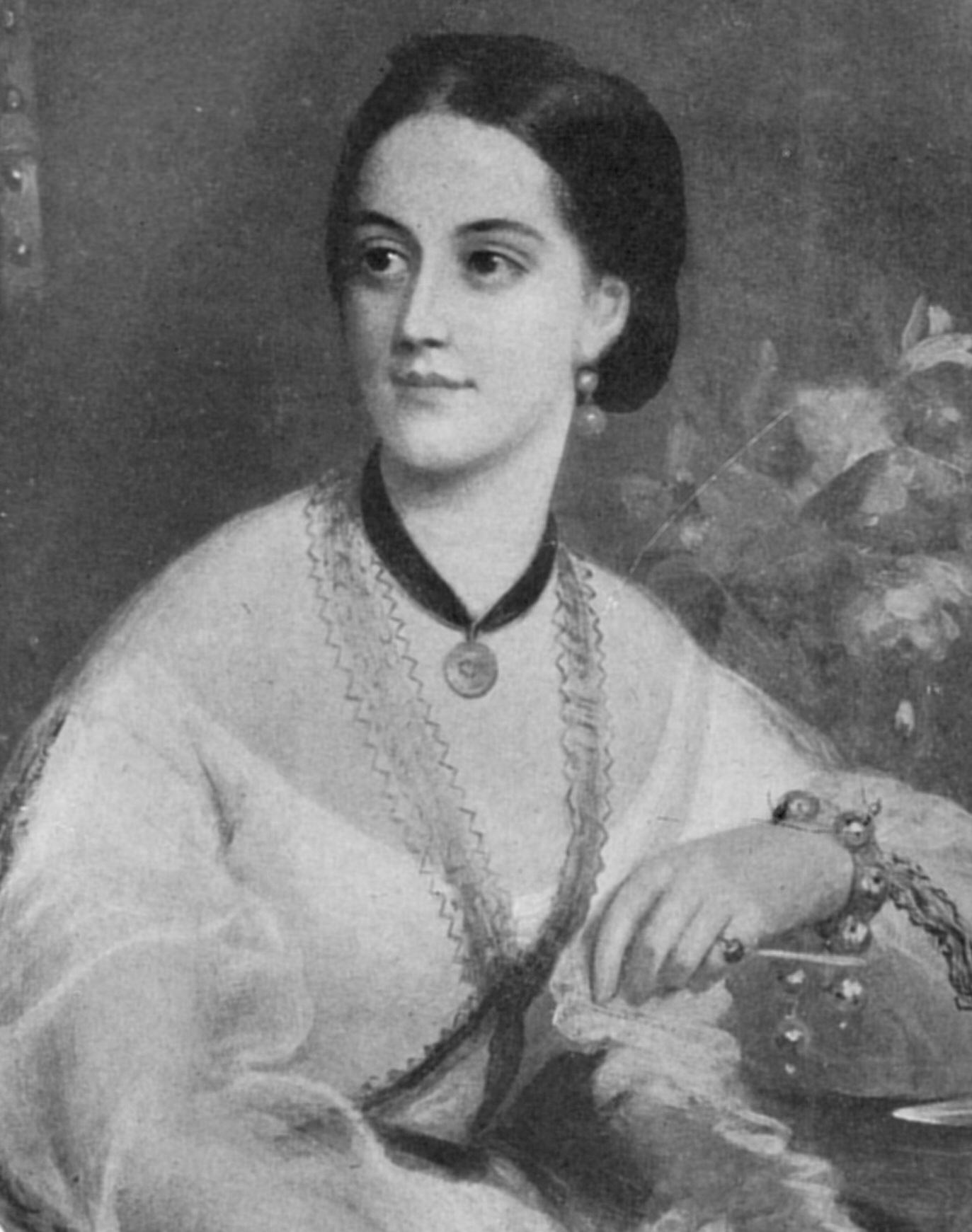
Frances Katharine Josephine Delves-Broughton (1840-1918)

En 1866, a sus 25 años estando en el puerto de Portsmouth se le concede permiso para contraer matrimonio con Frances Delves-Brougthon quien le daría cuatro hijos y sería su más fiel compañera hasta su muerte en 1918.
En 1869, el joven Fisher es ascendido al grado de comandante y ocupa el puesto de segundo comandante a bordo del HMS Donegal y sirve en aguas de China.
En Portsmouth dirige una escuela de artillería para tenientes y promueve la tecnología del torpedo Whitehead entre políticos, hombres de negocio y periodistas.
En 1870, estando como segundo comandante del HMS Ocean estacionado en China recibe la noticia del fallecimiento de su madre en Ceilán. 
En 1874 es promovido al grado de capitán y toma el mando del HMS Vernon, donde se ensayan las tácticas de torpedo en forma experimental.
Desde 1875 hasta 1879 sirve en diferentes navíos en el Mediterráneo, en aguas de América del Norte y en las Indias orientales, donde Fisher se destaca por realizar innovaciones y mejoras en los buques a su mando, por donde además se le reconoce por su celo al deber, y la férrea disciplina impuesta de forma implacable.
En enero de 1881 recibe el mando del nuevo HMS Inflexible en Portsmouth a la edad de 40 años.
El 11 de julio de 1882 durante la Guerra Anglo-egipcia Fisher al mando del HMS Inflexible bombardea el puerto de Alejandría junto a naves francesas, silenciando los cañones de los fuertes Ras-el-Tin y Adda. Fisher cumple la misión a pesar de estar gravemente afectado por disentería y es nombrado compañero de la Orden del Baño mediante los auspicios del príncipe Alberto Eduardo, futuro rey Eduardo VII.
Entre 1886 y 1890 sirve como Director de Armamentos de la Marina en Portsmouth, entre esos años, en 1887 es ayudante de campo de la Reina Victoria y finalmente es promovido al grado de contralmirante a finales de 1890.
En 1892 obtiene el cargo de Tercer Lord del Almirantazgo (Third Lord of the Sea) y se hace cargo del astillero naval de Portsmouth donde hace eficaces cambios en la producción del astillero. Promueve modificaciones en los diseños y hace cambios en algunos importantes aspectos artilleros. Fisher en este periodo mantiene relaciones con ingenieros y proyectistas innovadores buscando la mejora continua de la calidad del equipamiento naval en los astilleros reales.
En 1896 alcanza el grado de vicealmirante y es puesto a cargo del comando operativo de las colonias en las Indias Orientales francesas y de las bases en el Atlántico norte y el Mediterráneo desde Malta hasta Gibraltar. Realiza revisiones de táctica naval y promueve un nuevo programa de entrenamiento. De este modo los ejercicios navales cambian en forma y fondo centrándose en las nuevas directivas impuestas por Fisher.
En 1902 se le concede el cargo de Segundo Lord del Almirantazgo (Second Lord of the Sea) y realiza profundas modificaciones en la instrucción y el entrenamiento de oficiales de la marina profesionalizando la carrera naval y flexibilizando las promociones entre grados.

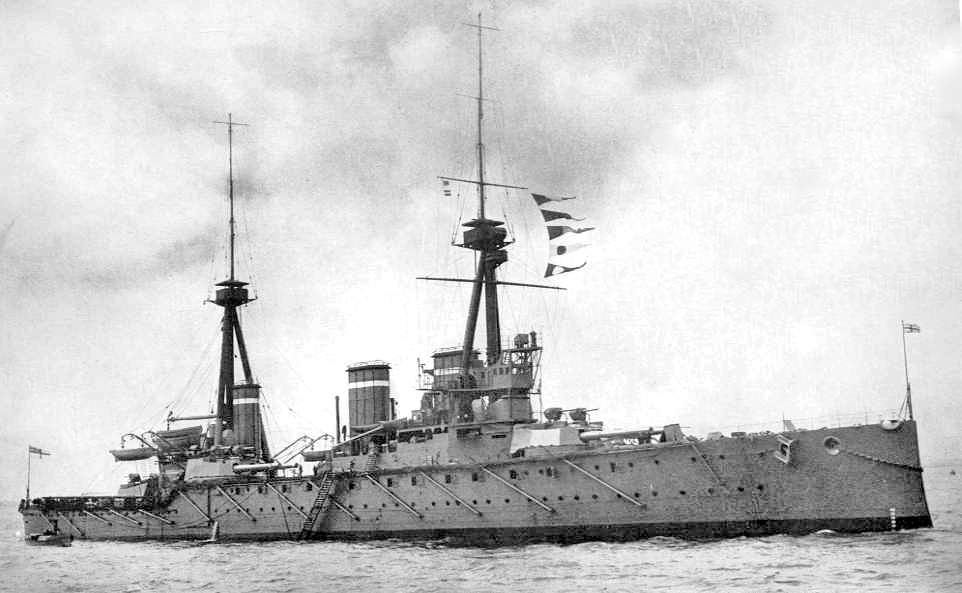
HMS Invincible basado en el concepto de crucero de batalla impulsado por Fisher

En 1904, Fisher se le concede el cargo de Primer Lord del Almirantazgo, siendo avalado por el rey Eduardo VII con quien mantenía una larga amistad desde el conflicto anglo-egipcio. Adicionalmente es promovido al cargo de almirante de flota.
Desde este nuevo puesto, Fisher se hace cargo de todas las operaciones de la Marina Real Británica y retira unos 150 buques de la lista de material de guerra activo por ser considerados obsoletos. Los políticos se resistieron a estos cambios, pero se llevan a cabo gracias al apoyo del almirante John Jellicoe, que defiende la modernización de la marina. También se promueve el desarrollo del submarino como arma de combate.
Una vez realizado este cambio sustancial Fisher apunta a nuevas innovaciones modernas como el HMS Dreadnought e impulsa el concepto del crucero de batalla de donde la nueva clase Invincible es el producto de esta iniciativa. Otra de sus apasionadas iniciativas es el cambio de tipo de combustible de calderas a carbón a motores Diésel, iniciativa que no podría concretar del todo.
En 1909 se le concede un título nobiliario de Primer Barón de Kilverstone y se retira del servicio a sus 70 años. En este periodo entabla amistad con el viceministro Winston Churchill quien sería su socio político en el periodo previo a la Gran Guerra.
Entre 1910 y 1915 en el primer periodo de la Primera Guerra Mundial, el cargo de Primer Lord del Almirantazgo es ocupado por Winston Churchill quien se aleja de los preceptos de Fisher y promueve al ejército y otras áreas distintas a la de la marina, ordena además artillar trasatlánticos de línea para transformarlos en cruceros auxiliares. 
En 1914, Fisher es llamado a ocupar nuevamente el cargo de Primer Lord del Mar (First Sea Lord) debido a que su predecesor, el príncipe Luis de Battenberg tiene lazos con la Alemania Imperial. Su primera actuación es el envío de los cruceros HMS Invincible y HMS Inflexible para enfrentar a la escuadra alemana de Maximilian von Spee. Los ingleses logran una aplastante victoria en la Batalla de las islas Malvinas en diciembre de 1914.
Durante la llamada Crisis de Galípoli, Winston Churchill preconiza sus ideas respecto del control del estrecho de los Dardanelos; aunque inicialmente de acuerdo con el almirante Fisher, éste manifiesta pronto inquietud por el traslado de unidades de lo que considera el escenario principal (Mar del Norte) a los Dardanelos.  Debido a esta escabrosa situación se resiente la relación entre Fisher y Churchill. 
Fisher renuncia en mayo de 1915 por diferencias irreconciliables con el ministro exponiendo de este modo a Churchill frente a la opinión pública quien se ve obligado a renunciar más tarde por su responsabilidad en dicha operación.

## Vida final
Fisher, después de su renuncia ocupó un cargo honorífico en la marina hasta el fin de sus días. Finalizada la guerra su esposa fallece en 1918. El 10 de julio de 1920, John Arbuthnot "Jackie" Fisher fallece a los 79 años de edad víctima de un repentino cáncer.
Se le brindó un honroso funeral militar en la Abadía de Westminster y sus restos fueron cremados posteriormente.

## Personalidad y descendencia
Fisher dentro de la Real Marina Británica desarrolló una gran afinidad por aquellos técnicos innovadores no cerrándose nunca ante una idea que impulsara una mejora que pudiera ir en beneficio técnico de la marina.
Para impulsar sus iniciativas no dudó en poner de su lado a la prensa.
Fisher era inflexible en temas de disciplina donde aplicaba todo el rigor, era considerado por algunos de tener personalidad abrasiva, hosca y belicosa; pero en lo social, en especial en las encumbradas reuniones de la alta sociedad londinense exhibía una personalidad afable, gustaba del baile y era una persona religiosa activa. 
No obstante, se hizo de numerosos detractores y enemigos a lo largo de toda su vida. El más notorio fue Winston Churchill.
La temprana separación del seno familiar siempre le afectó y mantuvo una gran devoción por su madre a pesar de la distancia. La muerte de Sophie Lambe le afectó toda su vida.
Del matrimonio con Frances Broughton nacieron los siguientes hijos:
- Cecil (1868–1955)
- Beatrix (1867–1930)
- Dorothy (1873–1962)
- Pamela (1876–1949)

## Influencia en la Royal Navy
Fisher fue el impulsor de las siguientes iniciativas que modernizaron la Marina Real Británica: 
- Introducción de la tecnología del torpedo en la Royal Navy.
- Impulsor del submarino como arma de guerra naval.
- Creador del concepto del crucero de batalla.
- Impulsor del cambio de combustible de carbón a petróleo.
- Modernización de las tácticas navales y artilleras.
- Modernización de la instrucción de la oficialidad.
- Impulsor de los buques Dreadnoughts.
- Impulsor del destructor a partir del desarrollo del torpedero.